# Bengkulu (provincie)
Bengkulu (vroeger Bengkoeloe; Engels Bencoolen; Nederlands Benkoelen) is een provincie op Sumatra, Indonesië. Ook de hoofdstad van de provincie draagt de naam Bengkulu. Het is de kleinste en dunst bevolkte provincie van Sumatra, met minder dan een miljoen mensen in een gebied van iets meer dan 21.000 km². De provincie ligt aan de zuidelijke westkust van het eiland.

## Bestuurlijke indeling
Bengkulu is onderverdeeld in 9 regentschappen (kabupaten), en één stad (kota otonom):
- Bengkulu (stad)
- Bengkulu Selatan (Zuid-Bengkulu)
- Bengkulu Tengah (Centraal-Bengkulu)
- Bengkulu Utara (Noord-Bengkulu)
- Kaur
- Kepahiang
- Lebong
- Muko-Muko
- Rejang Lebong
- Seluma

## Geschiedenis

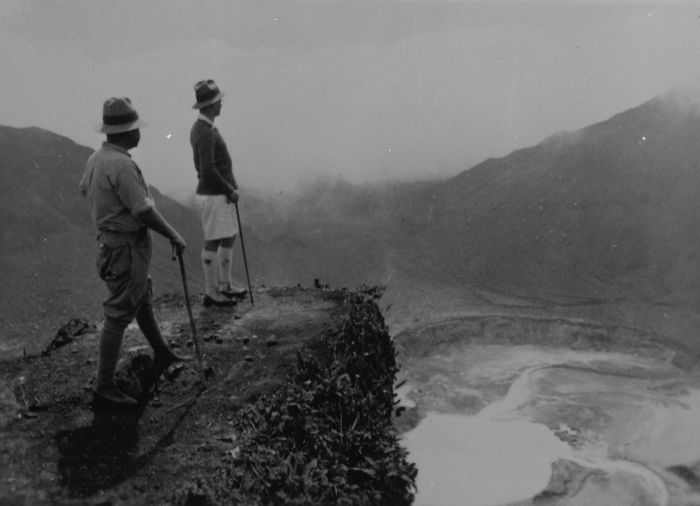
Twee bergbeklimmers staan op een rotspunt van de vulkaan Bukit Kaba. April 1936

De provincie is al bewoond sinds de prehistorie, getuige de vondsten van stenen gereedschap en megalithische constructies in het noorden en oude trommen van het Dongsontype in het zuiden.
De stad Bengkulu werd in 1685 door de Britten gesticht en werd door hen Bencoolen genoemd. De stad was 140 jaar lang de enige Britse kolonie in Zuidoost-Azië. De Britten stichtten de stad als alternatieve bron voor de peperhandel, nadat de Nederlanders in de 17e eeuw Banten in handen kregen. De Britten hebben niet veel profijt gehad van de stad als peperbron; de peperhandel in de wereld nam in die tijd snel af, bovendien lag de stad te ver van de belangrijkste handelsroutes.
De eerste Britse basis, Fort York, werd gebouwd in 1814. In 1814 bouwden ze een tweede fort, twee kilometer verderop, Fort Marlborough genaamd. De Brit Thomas Raffles was van 1818 tot 1824 gouverneur van het gebied.
In 1825 werd de kolonie aan de Nederlanders overgedragen, in ruil voor erkenning van de Britse invloed op het Maleisische schiereiland en Singapore (Verdrag van Londen). Al voor die tijd hadden de Nederlanders rijke goudvoorraden ontdekt in de bergen van Bengkulu en het gebied groeide uit tot het grootste goudproducerende gebied van Nederlands-Indië. In elk geval tussen de jaren 1948 en 1950 exploiteerde de Factorij (der Nederlandsche Handel Maatschappij) in de bergen van Bengkulu een kina-onderneming. Er leefden in die tijd in die buurt ook nog Sumatraanse olifanten.
Van 1938 tot 1941 werd Soekarno door de Nederlanders verbannen naar de stad, samen met zijn eerste vrouw Inggit en zijn geadopteerde dochter Ratna Juami. Het huis waar zij woonden, is nu een museum.

## Demografie
De bevolking van de provincie Bengkulu bestaat voornamelijk uit vier hoofdgroepen. De meerderheid vormen de bergbewoners, Rejang genaamd (hoogland-Rejang en kust-Rejang). In het zuiden wonen de Serawai, verwant met de Pasemah uit de hooglanden rond Pagaralam en Gunung Dempo. In de hoofdstad wonen vooral Maleiers.
Ook het 114 km uit de kust gelegen eilandje Enggano (29 bij 18 kilometer) behoort tot de provincie Bengkulu. Het was het woongebied van een aparte bevolkingsgroep die lange tijd beschermd werd door de afgezonderde ligging van het eiland. Uiteindelijk werd de oorspronkelijke bevolking geveld door pokken en andere ziektes, meegenomen door westerlingen aan het eind van de 19e eeuw. In de tijd van Soekarno werd het eiland gebruikt als strafgevangenis.
| Ontwikkeling van de bevolking (Bron: WESP)                                                                  |       |       |       |       |       |       |        |        |
| Jaar | 1850  | 1858  | 1862  | 1870  | 1890  | 1895  | 1900   | 1906   |
| Bevolking (x1000)                                                                                           | 93,9  | 112,5 | 126,3 | 139,0 | 155,8 | 160,5 | 158,8  | 204,3  |
| Jaar | 1913  | 1917  | 1921  | 1930  | 1971  | 1980  | 1990   | 2000   |
| Bevolking (x1000)                                                                                           | 214,3 | 230,0 | 257,1 | 323,1 | 519,0 | 768,1 | 1179,1 | 1564,0 |
| Aantallen van voor 1930 betreffen schattingen uit diverse bronnen en zijn dus mogelijk niet erg betrouwbaar |       |       |       |       |       |       |        |        |

## Diversen
In 1944 werd voor de kust het Japanse vrachtschip Junyo Maru getorpedeerd door de Britse marine, waarbij ongeveer 5600 doden vielen.
Veertien kilometer ten zuiden van de stad Bengkulu ligt een luchthaven, Padang Kemiling geheten.
In Bengkulu worden specifieke batikstoffen gemaakt, kain besuruh genaamd, met vooral motieven uit de Arabische kalligrafie en de zogenaamde "zonnebundel van Majapahit".
De stad heeft een jaarlijks terugkerend plaatselijk ritueel, tabut genaamd. Zogenaamde tabut, torens van papier en hout, worden op de tiende Muharram (de eerste maand van de Islamitische kalender) in processie door de stad gedragen. De torens kunnen wel tien meter hoog zijn. Deze processies zijn ter ere van de kleinzoon van de profeet Mohammed, Imam Hoessein, die in 680 in de Slag bij Karbala in Irak om het leven kwam. De ceremonie is een overblijfsel van sjiitische invloed (zie Asjoera), tegenwoordig is Bengkulu net als de rest van Indonesië voornamelijk soennitisch.
Stadsgemeente: Bengkulu

Regentschappen: Bengkulu Selatan · Bengkulu Tengah · Bengkulu Utara · Kaur · Kepahiang · Lebong · Mukomuko · Rejang Lebong · Seluma